# キル・ゲーム
『キル・ゲーム』（Apex）は、2021年のアメリカ合衆国のアクション映画。監督はエドワード・ドレイク、脚本はコーリー・ラージとエドワード・ドレイク、出演はニール・マクドノーとブルース・ウィリス。富裕層の娯楽である近未来の人間狩りゲームに、獲物として参加させられた元悪徳警官の服役囚が、狩る側に転じて反撃するさまを描いている。1994年の映画『サバイビング・ゲーム』のリメイク作品である。
アメリカ合衆国では2021年11月12日に公開されたが、日本ではビデオスルーとなった。

## キャスト
※括弧内は日本語吹替
- サミュエル・レインズフォード - ニール・マクドノー[1]（志村知幸）
- トーマス・マローン - ブルース・ウィリス[1]（内田直哉）
- カリオン - コーリー・ラージ（英語版）[1]（佐久間元輝）
- ウェスト・ザロフ - アレクシア・ファスト[1]（青山玲菜）
- ライル - ロックリン・マンロー[7]（平林剛）
- ビショップ - ネルス・レナーソン[1]
- ジェザ - ミーガン・ペータ・ヒル[1]
- エッカ - トレヴァー・グレツキー[1]
- ダミアン - ジョー・モンロー[1]
- ワーデン・ニコルズ - アダム・ユエル・ポッター[1]（クレジットなし）

## 製作
本作の撮影はブリティッシュコロンビア州ビクトリアで行われた。
撮影は2020年11月に終了した。

## 作品の評価
Rotten Tomatoesによれば、9件の評論のうち高評価は11%にあたる1件で、平均点は10点満点中2.7点となっている。